# Rio Camarajibe
Rio Camarajibe är ett vattendrag i Brasilien.   Det ligger i delstaten Alagoas, i den östra delen av landet, 1 500 km nordost om huvudstaden Brasília.
Omgivningarna runt Rio Camarajibe är en mosaik av jordbruksmark och naturlig växtlighet.